# Nothando Dube
Nothando Dube, nota come Inkhosikati LaDube (6 febbraio 1988 – Sudafrica, 8 marzo 2019), è stata la dodicesima Inkhosikati (regina consorte) di eSwatini dal 2005 al 2019, come moglie di Mswati III.

## Biografia
Nata da padre sudafricano, crebbe nello Swaziland, dove frequentò la Mater Dolorosa High School.
Vincitrice del titolo di Miss Teen Swaziland, conobbe Mswati III nel 2004 alla festa di compleanno di uno dei suoi figli; si sposarono nel 2005 e lo accompagnò in Thailandia in occasione delle celebrazioni per i 60 anni di regno di Rama IX.
Nel 2010 venne tuttavia posta agli arresti domiciliari nella residenza della regina madre, per via di una sua presunta relazione con il ministro della giustizia Ndumiso Mamba.
È deceduta l'8 marzo 2019, all'età di 31 anni, presso un ospedale sudafricano in cui era in cura a causa di un cancro alla pelle. Il funerale si svolse due giorni dopo, in seguito a una veglia tenutasi alla residenza reale di Ludzidzini.

## Discendenza
Nothando Dube e Mswati III di eSwatini ebbero due figli e una figlia:
- Principe Makhosothando (5 luglio 2005);
- Principe Betive (22 maggio 2007);
- Principessa Mahlemalangeni Temave (30 settembre 2009).